# Frank Ifield
Francis Edward Ifield (ur. 30 listopada 1937 w Coventry, zm. 18 maja 2024 w Sydney) – brytyjski piosenkarz, popularny w latach 60. XX w.
W 1945 jego rodzice przenieśli się do Australii, gdzie zadebiutował jako nastolatek. Popularność zdobył w 1957 piosenką „Whiplash” („Strzał z bata”). Do Anglii powrócił pod koniec lat 50. Najpopularniejsze nagrania: „I Remember You”, „Lovesick Blues”, „The Wayward Wind”, „Confessin'”.